# Salinoszczurek argentyński
Salinoszczurek argentyński (Tympanoctomys loschalchalerosorum) – wymierający gatunek gryzonia z rodziny koszatniczkowatych. Jest krytycznie zagrożony wyginięciem.
Salinoszczurek argentyński występuje na mikroskopijnym terenie ok. 26 km na południowy zachód od miasta Quimilo w departamencie Chamical, w prowincji La Rioja w Argentynie. Mieszka na wysokości ok. 581 m n.p.m. Żywi się halofitami. Nazwa rodzaju octodon (ośmio-, czy raczej ósemkowo zębny) - do którego należy S.loschalchalerosorum - jest związana z ukształtowaniem trzonowców, które w przekroju mają kształt cyfry '8'.
W wydanej w 2015 roku przez Muzeum i Instytut Zoologii Polskiej Akademii Nauk publikacji „Polskie nazewnictwo ssaków świata” gatunkowi nadano nazwę salinoszczurek argentyński, a dla rodzaju tych gryzoni zaproponowano nazwę salinoszczurek.